# Topinambur
Topinambur (znanstveno poimenovanje Helianthus tuberosus, domače poimenovanje laški krompir, laška repa, sladki krompir) je trajnica iz družine nebinovk. Rastlina izvira iz Severne Amerike, v 19. stoletju pa je prišla v Evropo.
Pod zemljo tvori podolgovate bradavičaste mesnate gomolje. Iz gomolja požene spomladi več zeljastih stebel, ki v odvisnosti od sorte in rastišča zrastejo od 1,5 do 3 m visoko in postopoma olesenijo. Spodnji listi so srčasto jajčasti, zgornji pa podolgovato jajčasti in suličasti. Hrapava stebla in liste ima obrasle z dlačicami. Na koncu glavnih stebel in stranskih vej se oblikujejo socvetja. Cvetne glave so podobne sončničnim, le da so mnogo manjše. V našem podnebju začne cveteti avgusta, neredko šele oktobra. Odebeljeni deli korenin – gomolji, so po videzu bradavičasti ali rogljasto razčlenjeni z osrednjim delom, ki je hruškaste ali vretenaste oblike. Na vrhu izrastkov oz. rogljev so očesa. Večinoma so gomolji široki od 3 do 6 cm, dolgi pa od 7 do 10 cm. Povprečna masa gomolja je od 50 do 100 g. Gomolji imajo belo, rdečo ali rumeno barvo kožice ter belo ali rumeno notranjost – t. i. meso. Večina krmnih sort ima rdečo kožico in rumeno meso.

## Značilnosti
V gomolju topinamburja, je 78 % vode in 22 % suhe snovi. Topinambur  vsebuje približno 20 % inulina. Ta je sestavljen iz molekul sadnega sladkorja, oziroma fruktoze, medtem ko sestavljajo škrob molekule glukoze. Gomolji, izkopani jeseni, vsebujejo precej več inulina kot gomolji izkopani spomladi, saj se inulin čez zimo preoblikuje v druge sladkorje, zlasti v fruktozo. Gomolji v zemlji prenesejo temperaturo do -30 °C. Poleg inulina je v suhi snovi gomolja še približno 2 % beljakovin in 0,2 % maščob, od mineralov železo, silicij, kalij, fosfor, kalcij, od vitaminov so zastopani A, B1, B2, in C ter fosfatida holin in lecitin. Lecitin omogoča prenos maščobnih kislin in presnovo holesterina. Holin je sestavni del lecitina, ki vzdržuje raven krvnega tlaka. Pomembna je tudi vsebnost levulina in balastnih snovi, ki uravnavajo prebavo in pomagajo pri odpravljanju zapeke.
Najbolje uspeva na sončnih (do polsenčnih) legah, na globokih, bogatih in vlažnih tleh. Najdemo ga na bregovih rek in potokov, gozdnih robovih, ob cestah, na nasipališčih in podobno. Cveti pozno poleti, od septembra do novembra. Razmnožuje se predvsem vegetativno z gomolji, redko s semeni. V severnih krajih se plodovi navadno sploh ne uspejo razviti. Topinambur je odporen tako na visoke kot na nizke temperature. Prva zmrzal uniči stebla in liste, a gomolji so odporni in na pomlad ponovno obilno poženejo.

## Zgodovina
Domovina topinamburja je Severna Amerika . V jedeh so ga pripravljali že Indijanci. Vsako leto iz očes na gomolju na novo zrastejo nadzemni deli rastline podobni sončnici,saj je topinambur njen bližnji sorodnik. Oba namreč spadata v isti rod in družino košaric oz. nebinovk. V nasprotju z enoletno sončnico je topinambur trajnica. V 16. stoletju so prvi kanadski priseljenci Francozi opisali rastlino in začeli iz gomoljev pripravljati različne kulinarične posebnosti. Okus na maslu pripravljenih gomoljev jih je spominjal na artičoko. Nekaj pozneje so gomolje zasadili na stari celini, sprva v grajskih parkih in botaničnih vrtovih Francije ,Italije in Anglije. Šele proti koncu 19. stoletja, ko so začeli izkoriščati pridelek gomoljev in listov za živinsko krmo, se je topinambur razširil tudi drugod po Evropi. Mesnati gomolji topinamburja so po načinu pridelovanja in uporabe podobni krompirjevim.

## Topinambur v Sloveniji
Topinambur redko gojijo, je pa pogosto razraščena ob rekah in v vlažnih tleh. Najbolje je poseljena v jugozahodni Sloveniji, masovno pa se pojavlja ob večjih rekah, ob Savi in Savinji, Dravi in Dravinji. Zasledimo jo pogosto ob avtocestah in po ruderalnih rastiščih.

## Bolezni in škodljivci
Topinambur ni občutljiv za glivične okužbe in napad škodljivcev, razen če pride do izbruha plesni in rje oz. napada strun, miši in divjadi. Zaradi bele gnilobe lahko zeleni deli ovenejo. Stebla blizu tal postanejo bela, rastline se posušijo. Obolijo večinoma starejši nasadi. Ob takih primerih je priporočljivo nasad prestaviti na drugo njivo.

## Uporaba v prehrani
Zaradi podobne konsistence mnogi topinambur uporabljajo enako kot krompir, vendar je njegov okus slajši in nekoliko spominja na oreške. Način uporabe je torej podoben, le da lahko topinambur uživamo tudi surov: narežemo ga na tanke rezine in pripravimo solato. Korenike se med kuhanjem zmehčajo in postanejo kašaste, pri dušenju pa ohranijo sočnost. Suhe, na lističe narezane gomolje dodajamo jedem, enako pa lahko naredimo tudi z vloženim topinamburjem. Postrežemo ga kot predjed, v juhah, solatah in prilogah, pa tudi kot samostojno jed. Pri tem lahko uporabimo recepte za krompir, beluše, kolerabo ali cvetačo. Topinambur je vsestransko uporaben, saj je primeren tudi za peko kruha in slaščic, lahko ga dodajamo sokovom, iz njega izdelujejo namaze, marmelade in sladoled, pa tudi žganje in druge pijače.
Na Slovenskem je bil nekoč poznan kot krmna rastlina. Za krmo so uporabljali zelene dele rastline in gomolje. Ker so ga uporabljali za krmo svinj, je od tod tudi njegovo ime svinjska repa.

## Medicinski pomen
Živilo je zelo primerno za diabetike: od ogljikovih hidratov vsebuje pretežno inulin, ki je sestavljen iz fruktoze, na katero se telo odziva drugače kot na glukozo iz škroba. Sladkorni bolniki ga lahko uporabljajo za popestritev obrokov in uravnavanje krvnega sladkorja. Topinambur vsebuje bazične elemente, ki nevtralizirajo kislost telesa, koristen pa je tudi za dobro prebavo in preskrbo telesa z rudninami. Vsebuje veliko vitamina C in snovi, podobne karotenom. Zaradi majhne energetske vrednosti (100 g vsebuje 74 kalorij) je primeren pri shujševalnih dietah, velja pa tudi, da zmanjšuje tek, zavira apetit.